# Asti (provincie)
De provincie Asti ligt in het zuidelijke deel van de Noord-Italiaanse regio Piëmont. Ze grenst in het noordwesten aan de provincie Turijn, in het oosten aan de provincie Alessandria, in het westen aan de provincie Cuneo en in het zuiden aan de Ligurische provincie Savona.

## Territorium
Het grootste gedeelte maakt deel uit van de wijnstreek Monferrato die onder andere de Barbera d'Asti en
Barbera del Monferrato voortbrengt. Het zuidelijkste gedeelte maakt deel uit van de streek Langhe die bekendstaat om haar truffels. De stad Asti heeft een goed bewaard middeleeuws centrum. Op de derde dinsdag van september wordt er een palio gehouden.

## Belangrijke plaatsen
- Asti (70.598 inw.)
- Nizza Monferrato (10.024 inw.)
- Canelli (10.234 inw.)

## geboren in Asti
- Pietro Badoglio (29 juli 1871), maarschalk en premier van Italië.